# ساخما
ساخما (به لاتین: Sakhma) یک منطقهٔ مسکونی در روسیه است که در استان آستراخان واقع شده‌است.